# Dooliba nitida
Dooliba nitida är en stekelart som beskrevs av Belokobylskij, Iqbal och Austin 2004. Dooliba nitida ingår i släktet Dooliba och familjen bracksteklar. Inga underarter finns listade i Catalogue of Life.